# Карплюк Олена Костянтинівна
Олена Костянтинівна Карплюк (нар. 17 серпня 1953, смт. Браїлів, тепер Жмеринського району Вінницької області) — українська радянська діячка, намотувальниця трансформаторного цеху Вінницького заводу радіотехнічної апаратури Вінницької області. Депутат Верховної Ради СРСР 10-го скликання.

## Біографія
Народилася в селянській родині Костянтина Михайловича та Марії Дмитрівни Юр'євих. Батьки працювали на Браїлівському цукровому заводі.
Закінчила Браїлівську середню школу. Член ВЛКСМ з 1968 року.
У 1970—1971 роках — робітниця Браїлівського цукрового заводу Вінницької області.
З 1971 року — намотувальниця трансформаторного цеху Вінницького заводу радіотехнічної апаратури Вінницької області. Ударник комуністичної праці.
Потім — на пенсії у місті Вінниці.

## Нагороди
- орден «Знак Пошани» (1974)
- медалі